# Język semelai
Język semelai, także: bera, semelai bera, serting – język austroazjatycki używany przez grupę ludności w stanach Pahang, Negeri Sembilan i Johor w Malezji. Należy do grupy języków aslijskich.
Według danych z 2009 roku mówi nim nieco ponad 4 tys. osób. Powszechnie znany jest także język malajski. Najbliższy związek łączy go z językiem temoq; temoq bywa uważany za dialekt semelai.
Podobnie jak pozostałe języki aslijskie jest zagrożony wymarciem. W niektórych zakątkach południowej i południowo-zachodniej części tradycyjnego terytorium Semelai wyszedł z użycia.
W semelai zaznaczyły się wpływy malajskiego (m.in. na poziomie leksyki i morfologii).
Sporządzono opis jego gramatyki (2004) . Nie wykształcił piśmiennictwa.